# Porta del Mare

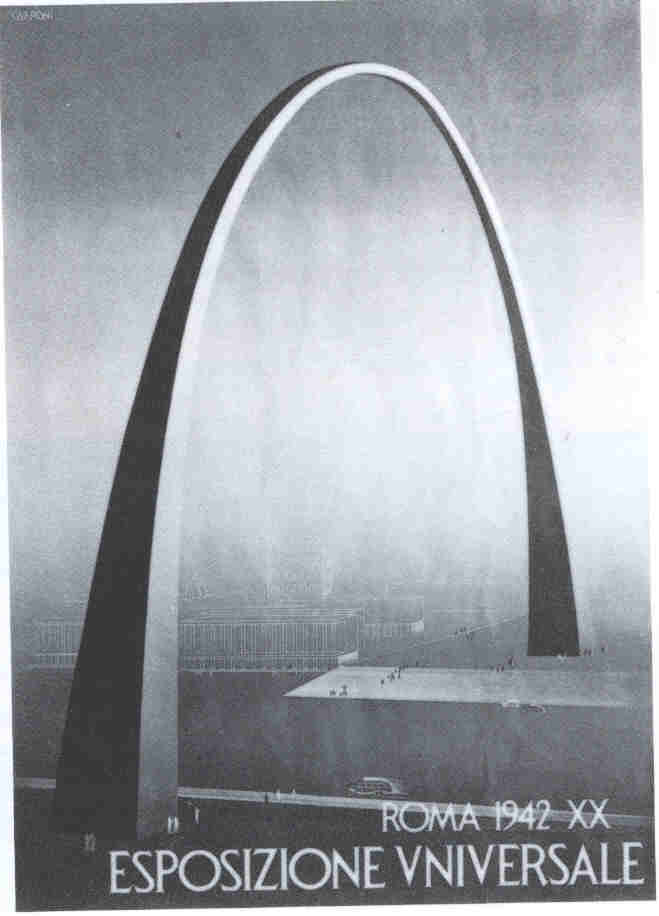
Un manifesto raffigurante l'arco di Libera all'EUR noto come "Porta del Mare", progetto mai realizzato

La Porta del Mare (noto anche come Arco Libera) è stato un progetto architettonico per un arco monumentale per l'EUR di Roma.

## Storia
Alla fine del progetto dell'Esposizione Universale di Roma, nei pressi del laghetto artificiale dove oggi si trova il Palazzo dello Sport, era prevista la costruzione di un arco monumentale. Uno dei due progetti, quello presentato da Dagoberto Ortensi, Cesare Pascoletti, C. Cirella, Gino Covre, Adalberto Libera, prevedeva di utilizzare il metallo, mentre il secondo, ideato da Vincenzo Di Berardino, prevede l'uso di metallo o  calcestruzzo. Nel marzo 1938 Libera e Di Berardino propongono l'idea di un arco di calcestruzzo alto circa 200 metri. Una seconda ipotesi costruttiva di Covre, che propone di realizzare due archi da 200 e 320 metri nei due materiali, diventa il progetto definitivo per l'arco. Il progetto finale prevede di utilizzare alluminio e acciaio, con la previsione di un completamento dei lavori nel marzo 1941, finché lo scoppio del secondo conflitto mondiale non impedisce di iniziare l'opera.
Nei decenni successivi, e in particolar modo negli anni duemila, si è parlato più volte di riprendere il progetto originario della costruzione dell'arco di Libera, ma l'idea ha spesso suscitato perplessità. In particolare, i dubbi sarebbero legati alla mancanza di una bozza di progetto vero e proprio (dovuta anche alla scomparsa dell'ideatore originario), oltre che alla sua attuale fattibilità, ragionando in termini sia paesaggistici sia logistici (la disponibilità effettiva di una zona dove edificarlo, data la presenza attuale del Palazzo dello Sport di Pier Luigi Nervi e Marcello Piacentini).